# Новая волна 2015
Но́вая волна́ 2015 (англ. New Wave 2015) — 14-й международный конкурс молодых исполнителей «Новая волна», который проводился со 2 по 11 октября 2015 года в российском городе-курорте Сочи на сцене «New Wave Hall», специально сооруженной на площади Северного мола Морского вокзала для проведения конкурса. В конкурсе приняли участие 15 исполнителей из 12 стран мира. Прямую трансляцию конкурса осуществлял телеканал «Россия-1».

## Место проведения
В декабре 2014 года стало известно, что в 2015 году «Новая волна» будет проводиться в Сочи. В январе 2015 года это информация была подтверждена.
Изначально было заявлено, что конкурс пройдёт в Олимпийском парке с 25 по 30 августа 2015 года, однако руководство города приняло решение о переносе международного конкурса на другие даты. В начале июля организаторы объявили, что конкурс пройдёт со 2 по 11 октября совместно с российским этапом «Формулы-1», который будет проходить с 8 по 11 октября.
Специально к международному конкурсу на площади Северного мола Морского вокзала была сооружена современная концертная площадка. Организаторы подготовили престижную площадку, способную принять на высочайшем уровне гостей фестиваля. Была сооружена сцена, зрительские трибуны, установлено современное звуковое и световое оборудование. Концертная площадка имела сборно-разборную конструкцию. Сооружение данного объекта власти города и организаторы фестиваля начали в сентябре.

### Смена места проведения
Разговоры о возможной смене места проведения фестиваля «Новая волна» ходили уже несколько лет.
В 2014 году идея о смене места проведения стала особенно актуальна в связи с тем, что в июле, незадолго до начала конкурса, по решению министра иностранных дел Латвии Эдгарса Ринкевичса в список нежелательных для въезда в Латвию лиц были внесены известные российские артисты Иосиф Кобзон, Олег Газманов и Валерия, выступавшие в поддержку аннексии Крыма Россией, произошедшего* весной 2014 года. 
В дополнение к этому в июле латвийское национальное политическое объединение VL!-ТБ/ДННЛ призвало официальных лиц Латвии и жителей этой страны не участвовать в мероприятиях конкурса «Новая волна».
В ноябре депутаты Казанской городской думы предложили перенести фестиваль из Юрмалы в Казань. В интернете было открыто онлайн-голосование за проведение фестиваля в этом городе. Президент конкурса, композитор Игорь Крутой, рассматривал в качестве вариантов мест для проведения фестиваля Крым, Сочи, Светлогорск, Баку, Калининград и Казань.
В итоге был выбран Сочи, поскольку этот город-курорт имеет хорошую современную инфраструктуру, доставшуюся ему в наследство от Олимпиады 2014 года. Потери бюджета Юрмалы, по данным члена президиума сейма Латвии Андрея Клементьева, составили 17 миллионов евро.

## Состав жюри
В первоначальный состав жюри конкурса вошло 8 человек:
- Игорь Крутой (Председатель жюри)
- Леонид Агутин
- Лайма Вайкуле
- Валерия
- Анжелика Варум
- Филипп Киркоров
- Димитрис Контопулос
- Ани Лорак

## Участники
В музыкальном конкурсе приняли участие 15 молодых исполнителей, представляющих 12 стран: Армению, Беларусь, Болгарию, Грецию, Индонезию, Италию, Казахстан, Латвию, Россию, Украину, Хорватию и Швейцарию.
| Страна    | Участник                        |
| --------- | ------------------------------- |
| Армения   | Григор Кёкчян                   |
| Беларусь  | Трио «Инжир»                    |
| Болгария  | Невена Цонева                   |
| Греция    | Jessica «Josephine» Wendel      |
| Индонезия | Millane Fernandez               |
| Италия    | Микеле Перниола                 |
| Казахстан | Группа «Voice KZ»               |
| Казахстан | Динара «Ademi» Каирова          |
| Латвия    | Валерий Богданов                |
| Россия    | Камила Измайлова                |
| Россия    | Олег Сидоров                    |
| Россия    | Группа «Guru Groove Foundation» |
| Украина   | Группа «The Pringlez»           |
| Хорватия  | Дамир Кеджо                     |
| Швейцария | Гинта Бику                      |

## Конкурсная программа

### 1-й конкурсный день (3 октября)
В 1-й конкурсный день участники исполнили песни из кинофильмов.
Ведущие: Стас Костюшкин и Липа.
| №  | Страна    | Исполнитель                     | Песня                           | Баллы | Место |
| -- | --------- | ------------------------------- | ------------------------------- | ----- | ----- |
| 1  | Россия    | Олег Сидоров                    | «Highway to Hell»               | 79    | 10-11 |
| 2  | Швейцария | Гинта Бику                      | «How Deep Is Your Love»         | 81    | 6-8   |
| 3  | Греция    | Josephine                       | «Believe»                       | 80    | 9     |
| 4  | Россия    | Группа «Guru Groove Foundation» | «I’m Your Baby Tonight»         | 81    | 6-8   |
| 5  | Армения   | Григор Кёкчян                   | «Sunny»                         | 85    | 5     |
| 6  | Хорватия  | Дамир Кеджо                     | «All by Myself»                 | 88    | 1     |
| 7  | Беларусь  | Трио «Инжир»                    | «I’m So Excited»                | 79    | 10-11 |
| 8  | Италия    | Микеле Перниола                 | «A me me piace ó blues»         | 78    | 12-14 |
| 9  | Украина   | Группа «The Pringlez»           | «Whenever, Wherever»            | 81    | 6-8   |
| 10 | Казахстан | Ademi                           | «The Show Must Go On»           | 87    | 2     |
| 11 | Россия    | Камила Iz Май Lova              | «Et si tu n’existais pas»       | 78    | 12-14 |
| 12 | Латвия    | Валерий Богданов                | «Angels»                        | 72    | 15    |
| 13 | Индонезия | Миллане Фернандес               | «Still Got the Blues (For You)» | 86    | 3-4   |
| 14 | Болгария  | Невена Цонева                   | «I Will Always Love You»        | 78    | 12-14 |
| 15 | Казахстан | Группа «Voice KZ»               | «Soledad»                       | 86    | 3-4   |

### 2-й конкурсный день (4 октября)
Во второй конкурсный день состоялся «День дуэтов» — молодые таланты спели вместе с победителями и лауреатами «Новой волны» прошлых лет песни на музыку и стихи Игоря Николаева.
Ведущие: Тимур Родригез и Лера Кудрявцева.
| №  | Страна    | Исполнитель                     | Артист в дуэте      | Песня                                       | Баллы | Итог | Место (место после 1-го дня) |
| -- | --------- | ------------------------------- | ------------------- | ------------------------------------------- | ----- | ---- | ---------------------------- |
| 1  | Казахстан | Ademi                           | Ирина Дубцова       | «Суженый»                                   | 97    | 184  | 2-3 (2)                      |
| 2  | Россия    | Олег Сидоров                    | Виктория Петрик     | «Озеро надежды»                             | 90    | 169  | 10 (10-11)                   |
| 3  | Армения   | Григор Кёкчян                   | «IOWA»              | «Две звезды»                                | 82    | 167  | 11 (5)                       |
| 4  | Болгария  | Невена Цонева                   | Диляра Вагапова     | «Странник»                                  | 82    | 160  | 14-15 (12-14)                |
| 5  | Италия    | Микеле Перниола                 | Антонелло Кароцца   | «My Mistakes» («Пять причин», англ. версия) | 97    | 175  | 7-8 (12-14)                  |
| 6  | Украина   | Группа «The Pringlez»           | Интарс Бусулис      | «Ты здесь»                                  | 97    | 178  | 5 (6-8)                      |
| 7  | Индонезия | Миллейн Фернандес               | Роберто Кель Торрес | «Cold Sky»                                  | 98    | 184  | 2-3 (3-4)                    |
| 8  | Хорватия  | Дамир Кеджо                     | Эдди Батлер         | «Немного жаль»                              | 99    | 187  | 1 (1)                        |
| 9  | Казахстан | Группа «Voice KZ»               | Доминик Джокер      | «Раскаты грома»                             | 93    | 179  | 4 (3-4)                      |
| 10 | Беларусь  | Трио «Инжир»                    | «The Jigits»        | «Императрица»                               | 87    | 166  | 12 (10-11)                   |
| 11 | Россия    | Камила Iz Май Lova              | Дима Билан          | «Расскажите, птицы»                         | 92    | 170  | 9 (12-14)                    |
| 12 | Греция    | Josephine                       | Арсений Бородин     | «Aquarius 1999»                             | 84    | 164  | 13 (9)                       |
| 13 | Швейцария | Гинта Бику                      | Тимур Родригез      | «Чуть-чуть не считается» (англ. версия)     | 96    | 177  | 6 (6-8)                      |
| 14 | Россия    | Группа «Guru Groove Foundation» | «Jukebox»           | «Прости и отпусти»                          | 94    | 175  | 7-8 (6-8)                    |
| 15 | Латвия    | Валерий Богданов                | Нуца Бузаладзе      | «Метели»                                    | 88    | 160  | 14-15 (15)                   |

### 3-й конкурсный день (10 октября)
Третий конкурсный день получил название «День премьер» — участники исполнили свои новые песни, никогда ранее не звучавшие.
Ведущие: Тимур Родригез, Стас Костюшкин и Липа.
В 3-й конкурсный день выступило только 14 участников из изначальных 15 — участница из Болгарии Невена Цонева вынуждена была покинуть конкурс из-за проблем со здоровьем.
| №  | Страна    | Исполнитель                     | Песня                     | Баллы | Итог | Место (место после 2-го дня) |
| -- | --------- | ------------------------------- | ------------------------- | ----- | ---- | ---------------------------- |
| 1  | Хорватия  | Дамир Кеджо                     | «Kada ljubav stisne zube» | 94    | 281  | 1 (1)                        |
| 2  | Казахстан | Ademi                           | «Последняя весна»         | 95    | 279  | 2-3 (2-3)                    |
| 3  | Беларусь  | Трио «Инжир»                    | «Буль-буль»               | 88    | 254  | 12 (12)                      |
| 4  | Латвия    | Валерий Богданов                | «Между»                   | 83    | 243  | 14 (14-15)                   |
| 5  | Греция    | Josephine                       | «After Midnight»          | 89    | 253  | 13 (13)                      |
| 6  | Казахстан | Группа «Voice KZ»               | «Бір сен үшін»            | 92    | 271  | 8 (4)                        |
| 7  | Россия    | Камила Iz Май Lova              | «Что это такое»           | 93    | 263  | 10 (9)                       |
| 8  | Швейцария | Гинта Бику                      | «Unsaid»                  | 95    | 272  | 7 (6)                        |
| 9  | Италия    | Микеле Перниола                 | «Panico»                  | 98    | 273  | 5-6 (7-8)                    |
| 10 | Россия    | Олег Сидоров                    | «Сегодня»                 | 93    | 262  | 11 (10)                      |
| 11 | Армения   | Григор Кёкчян                   | «Afro»                    | 98    | 265  | 9 (11)                       |
| 12 | Россия    | Группа «Guru Groove Foundation» | «Moscow»                  | 98    | 273  | 5-6 (7-8)                    |
| 13 | Украина   | Группа «The Pringlez»           | «Love Story»              | 98    | 276  | 4 (5)                        |
| 14 | Индонезия | Миллейн Фернандес               | «Aku mau kamu tau»        | 95    | 279  | 2-3 (2-3)                    |

## Внеконкурсные выступления

### Открытие (2 октября)
Ведущие: Лера Кудрявцева, Липа, Сергей Лазарев, Стас Костюшкин, Тимур Родригез.
| Исполнитель                             | Песня                   |
| --------------------------------------- | ----------------------- |
| Алла Пугачёва                           | «Очень хорошо»          |
| Филипп Киркоров                         | «Жизнь полюбит нас»     |
| Ани Лорак                               | «Осенняя любовь»        |
| Сосо Павлиашвили и Роберто Кел Торрес   | «В моём сердце Куба»    |
| Полина Гагарина                         | «Миллион голосов»       |
| Иосиф Кобзон                            | «Самое синее в мире»    |
| Ирина Дубцова                           | «Люби меня долго»       |
| Владимир Пресняков и Наталья Подольская | «Я всё помню»           |
| Сергей Лазарев                          | «Это всё она»           |
| Валерия                                 | «Сильные женщины»       |
| Денис Клявер                            | «Я обязательно вернусь» |
| Олег Газманов                           | «Именно она»            |
| Интарс Бусулис                          | «Я рисую»               |
| Александр Буйнов                        | «Нам с тобой по пути»   |
| «Дискотека Авария»                      | «Качели»                |
| Александр Коган                         | «Я жду звонка»          |
| «MBAND»                                 | «Она вернётся»          |
| Филипп Киркоров                         | «Иллюзия»               |
| «IOWA»                                  | «Маршрутка»             |
| Дима Билан                              | «Часы»                  |
| «Банд’Эрос»                             | «Дай пять»              |
| Робин Тик                               | «Blurred lines»         |

### 1-й конкурсный день (3 октября)
Ведущие: Коля Серга и Михаил Галустян.
| Исполнитель                                 | Песня                    |
| ------------------------------------------- | ------------------------ |
| Алла Пугачёва                               | «Хочется»                |
| Кристина Орбакайте                          | «Тучи в голубом»         |
| Филипп Киркоров                             | «Любовь Орлова»          |
| «Город 312»                                 | «Останусь»               |
| Иосиф Кобзон                                | «Песня о далёкой родине» |
| Егор Сесарёв и Алёна Тойминцева             | «Люби меня, люби»        |
| Лариса Долина, Игорь Крутой и Леонид Агутин | «Ах, сударыня»           |
| Игорь Корнелюк                              | «Город, которого нет»    |
| Эрос Рамазотти                              | «Perfetto»               |
| Эрос Рамазотти и Ани Лорак                  | «Più che puoi»           |
| Никита Михалков                             | «Мохнатый шмель»         |
| Михаил Галустян                             | «Сочи»                   |

### 2-й конкурсный день (4 октября)
Ведущие: Игорь Верник и Вадим Верник.
| Исполнитель                                                                               | Песня                        |
| ----------------------------------------------------------------------------------------- | ---------------------------- |
| Алла Пугачёва                                                                             | «Святая ложь»                |
| Филипп Киркоров и Ани Лорак                                                               | «Гимн уходящим мечтам»       |
| Валерия                                                                                   | «Забывай меня»               |
| Леонид Агутин                                                                             | «Время последних романтиков» |
| Анжелика Варум                                                                            | «Лететь»                     |
| Игорь Николаев                                                                            | «Песня для тебя»             |
| Лайма Вайкуле                                                                             | «Оставь»                     |
| Игорь Крутой и Юрий Башмет                                                                | «Одиночество»                |
| Ани Лорак                                                                                 | «Без тебя»                   |
| Игорь Крутой                                                                              | «Папа, мама»                 |
| «Сливки общества» (Анжелика Варум, Леонид Агутин, Валерия, Игорь Николаев и Игорь Крутой) | «Домой»                      |

### Вечер Юрия Башмета (5 октября)
Ведущие: Никита Михалков и Липа.
| Исполнитель                                                                                             | Композиция                                                                                       |
| --- | ------------------------------------------------------------------------------------------------ |
| Камерный ансамбль «Солисты Москвы», дирижёр — Юрий Башмет                                               | Прелюдия из сюиты «Из времён Хольберта» (Э. Григ)                                                |
| Камерный ансамбль «Солисты Москвы», солист — Юрий Башмет (альт)                                         | Адажио «Ностальгия» (Э. Лолашвили)                                                               |
| Лариса Долина, Юрий Башмет (фортепиано)                                                                 | «Фантазия» (Л. Бетховен, П. Маккартни, Ю. Башмет)                                                |
| Лариса Долина, камерный ансамбль «Солисты Москвы», дирижёр — Юрий Башмет                                | «Ave Maria» (Ф. Шуберт), «Summertime» (Дж. Гершвин)                                              |
| Камерный ансамбль «Солисты Москвы», дирижёр — Никита Михалков                                           | «Маленькая ночная серенада» (1 часть) (В. А. Моцарт)                                             |
| Камерный ансамбль «Солисты Москвы», дирижёр — Роман Балашов, солист — Юрий Башмет (альт)                | 4 предложения из музыки к фильму «Крадущийся тигр, затаившийся дракон» (Тань Дунь)               |
| Виктор Третьяков (скрипка), Юрий Башмет (альт)                                                          | Пассакалия для скрипки и альта (Г. Гендель, Ю. Хальворсен)                                       |
| Валерия, камерный ансамбль «Солисты Москвы», дирижёр — Юрий Башмет                                      | «Ave Maria» (Дж. Каччини, В. Вавилов)                                                            |
| Виктор Третьяков и Наталья Лихопой (скрипки), камерный ансамбль «Солисты Москвы», дирижёр — Юрий Башмет | Вальс и полька для 2-х скрипок с оркестром (Д. Шостакович)                                       |
| Трио Бориса Фрумкина, камерный ансамбль «Солисты Москвы», дирижёр — Юрий Башмет                         | «Дёжа вю» (Ю. Башмет, Б. Фрумкин)                                                                |
| Камерный ансамбль «Солисты Москвы», дирижёр — Юрий Башмет                                               | Скерцо соч. 11 (Д. Шостакович)                                                                   |
| Анна Нетребко                                                                                           | «Unico», «Seguiere me»                                                                           |
| Анна Нетребко, Юсиф Эйвазов                                                                             | «Musica con noi»                                                                                 |
| Камерный ансамбль «Солисты Москвы», дирижёр — Юрий Башмет                                               | «Ария» (И. С. Бах), «Вальс» (Т. Такэмицу), «Дивертисмент №1» (В. А. Моцарт)                      |
| Игорь Крутой, Юрий Башмет, Дживан Гаспарян-ст., Дживан Гаспарян-мл.                                     | «Вокализ»                                                                                        |
| Камерный ансамбль «Солисты Москвы», Юрий Башмет (альт)                                                  | «Русская песня» (И. Стравинский), «Полька» (А. Шнитке), «Happy birthday variations» (П. Хайнрих) |

### Гала-концерт (6 октября)
| Исполнитель                                | Песня |
| ------------------------------------------ | --- |
| Алла Пугачёва                              | «Отдыхай» |
| «Дискотека Авария»                         | «Кукла» |
| «ВИА Гра»                                  | «Это было прекрасно» |
| Филипп Киркоров                            | «Акапелла души» |
| Нюша                                       | «Где ты, там я» |
| Дима Билан                                 | «Ты как время» |
| Ани Лорак                                  | «Корабли» |
| Ирина Дубцова                              | «Люба-Любовь» |
| Доминик Джокер                             | «Такая одна» |
| Алёна Ланская                              | «Сердце на ладони» |
| Егор Крид                                  | «Невеста» |
| The Коля                                   | «Ради красивых детей» |
| «Город 312»                                | «Не теряй меня, Москва» |
| Александр Коган                            | «Ты далеко» |
| Азиза                                      | «Проще не понять» |
| Интарс Бусулис                             | «Иду искать» |
| Тимур Родригез                             | «Для тебя одной» |
| «Jukebox Trio»                             | «Я-я-я» |
| Стас Костюшкин и проект «A-DESSA», MC KISS | «Караочен» |
| «IOWA»                                     | «Бьет бит» |
| Сергей Шнуров и «Ленинград»                | «Фиаско» «WWW» «Сумка» «Хуямба» «СуперГуд» «Пару Баб» «Рыба» «Патриотка» «Почём звонят колокола?» «Дорожная» «Просто» «37-Й» |

### Концерт «Звёздные семьи» (7 октября)
Ведущие: Алексей Чумаков, Юлия Ковальчук.
| Исполнитель                              | Песня                                   |
| ---------------------------------------- | --------------------------------------- |
| Алла Пугачёва                            | «Осенние листья»                        |
| Олег Газманов                            | «Ясные дни», «Не прощайтесь с любимыми» |
| Родион Газманов                          | «За пределами моей гравитации»          |
| Олег Газманов и Родион Газманов          | «Танцуй, пока молодой»                  |
| Ирина Аллегрова                          | «Время-деньги»                          |
| Ирина Аллегрова и Лала Аллегрова         | «Диалог»                                |
| Алексей Чумаков и Юлия Ковальчук         | «В заметки»                             |
| Алексей Чумаков                          | «Счастье»                               |
| Юлия Ковальчук                           | «В дым»                                 |
| «Multiverse»                             | «My life»                               |
| Валерия, Арсений Шульгин и Анна Шульгина | «На детали»                             |
| Арсений Шульгин (фортепиано)             | «Анданте» (П. Чайковский)               |
| Анна Шульгина                            | «Другая я»                              |
| Валерия и Анна Шульгина                  | «Ты моя»                                |
| Валерия                                  | «По серпантину»                         |
| Александр Серов                          | «Разведены мосты», «Осень за окном»     |
| Мишель Серова                            | «Адажио»                                |
| Филипп Киркоров                          | «Мне мама тихо говорила»                |
| Филипп Киркоров и Бедрос Киркоров        | «Guarda che luna»                       |
| Леонид Агутин                            | «Мир зелёного цвета», «Что происходит»  |
| Анжелика Варум                           | «Зимняя вишня», «Лучшая»                |
| Леонид Агутин и Анжелика Варум           | «Как не думать о тебе»                  |

### Концерт «Ирина Аллегрова и два маэстро» (8 октября)
Ведущий: Гарик Мартиросян.
| Исполнитель                                                      | Песня |
| ---------------------------------------------------------------- | --- |
| Ирина Аллегрова                                                  | «Люблю мужчин» «Все мы бабы стервы» «Я тучи разведу руками» «Свадебные цветы» «Золото любви» «Императрица» «Привет, Андрей» «Странник» |
| Игорь Николаев                                                   | «Звездопад» |
| Игорь Крутой                                                     | «Ты прекрасна» «Понарошку» «Пусть тебе приснится Пальма-де-Майорка»                                                                    |
| Игорь Николаев                                                   | «Мы совпали с тобой» «Лучшая из лучших» «Я люблю тебя до слёз»                                                                         |
| Игорь Крутой                                                     | «Прости, поверь» |
| Ирина Аллегрова и Игорь Николаев                                 | «Миражи» «Старый знакомый» |
| Ирина Аллегрова и Игорь Крутой                                   | «Столик на двоих» «Незаконченный роман»                                                                                                |
| Игорь Крутой и Игорь Николаев                                    | «Радость моя» «Мой друг» |
| Ирина Аллегрова, Игорь Крутой, Игорь Николаев и Гарик Мартиросян | «Ангел-хранитель мой» |

### Творческий вечер Валерия Леонтьева (9 октября)
Ведущий: Максим Галкин.
| Исполнитель | Песня                    |
| --- | ------------------------ |
| Алла Пугачёва и Валерий Леонтьев                                                                                               | «Поздно»                 |
| Лев Лещенко | «Исчезли солнечные дни»  |
| Олег Газманов | «Белый снег»             |
| Нюша | «Сокровища Чёрного моря» |
| Ирина Аллегрова | «Отель, вот и всё»       |
| Стас Костюшкин | «Казанова»               |
| Дима Билан | «Дельтаплан»             |
| Валерия | «Ненаглядная сторона»    |
| Роберто Кель Торрес и Юлия Терещенко                                                                                           | «Вернисаж»               |
| Лайма Вайкуле | «Шиповник»               |
| Александр Серов | «Я позабыл твоё лицо»    |
| Александр Иванов | «Птица в клетке»         |
| Хор академии популярной музыки Игоря Крутого «Новая волна»                                                                     | «Зелёный свет»           |
| Денис Клявер | «Маргарита»              |
| Тимур Родригез | «Девять хризантем»       |
| Игорь Николаев | «Пароходы»               |
| Алсу | «Три минуты»             |
| Лариса Долина | «Исповедь»               |
| «Доминик Джокер» | «По дороге в Голливуд»   |
| «Дискотека Авария» | «Каждый хочет любить»    |
| Валерий Леонтьев | «Паромщик», «Комарово»   |
| Анжелика Варум | «Танго разбитых сердец»  |
| Григорий Лепс | «Там, в сентябре»        |
| Николай Басков | «Августин»               |
| Филипп Киркоров | «Затмение сердца»        |
| Алсу, Филипп Киркоров, Анжелика Варум, Николай Басков, Доминик Джокер, Валерия, Лариса Долина, Олег Газманов, Валерий Леонтьев | «Милый друг»             |

### 3-й конкурсный день. Концерт звезд (10 октября)
Ведущие: Николай Цискаридзе и Максим Галкин.
| Исполнитель                       | Песня                |
| --------------------------------- | -------------------- |
| Алла Пугачёва                     | «Тянет руки сердце»  |
| «А’Студио»                        | «Вот она любовь»     |
| Николай Басков                    | «Любовь не слова»    |
| Валерия                           | «Формула счастья»    |
| Филипп Киркоров                   | «Индиго»             |
| Анна Нетребко                     | «Pioggia d’aprile»   |
| Юсиф Эйвазов                      | «La gioia»           |
| Анна Нетребко и Юсиф Эйвазов      | «Cantami»            |
| Кристина Орбакайте                | «День пройдёт»       |
| Алсу                              | «Там, где нет тебя»  |
| Лолита                            | «Не совсем»          |
| Дима Билан                        | «Не молчи»           |
| Ирина Аллегрова                   | «Ключи от рая»       |
| Ани Лорак и Григорий Лепс         | «Уходи по-английски» |
| Григорий Лепс, Шариф и Нико Неман | «Чёт или нечёт»      |

### Закрытие (11 октября)
Ведущие: Стас Костюшкин, Лера Кудрявцева, Тимур Родригез, Липа, Сергей Лазарев
| Исполнитель                                                                                                  | Песня                        |
| --- | ---------------------------- |
| Алла Пугачёва                                                                                                | «Бумажный змей»              |
| Кристина Орбакайте                                                                                           | «Свадебная»                  |
| Леонид Агутин и Анжелика Варум                                                                               | «Твой голос»                 |
| Валерий Леонтьев                                                                                             | «Моё оружие — любовь»        |
| Жасмин | «Зависимость»                |
| Филипп Киркоров                                                                                              | «Прохожие»                   |
| Филипп Киркоров и Любовь Успенская                                                                           | «Забываю»                    |
| Дмитрий Хворостовский и Игорь Крутой                                                                         | «Vivere», «Музыка»           |
| Дмитрий Хворостовский, Аида Гарифуллина и Игорь Крутой                                                       | «Déjà vu»                    |
| Аида Гарифуллина и Игорь Крутой                                                                              | «Белая птица»                |
| Аида Гарифуллина, Игорь Крутой и хор Академии популярной музыки Игоря Крутого «Новая волна»                  | «Олимпийский вальс»          |
| Александр Коган                                                                                              | «Кто придумал мир»           |
| Ёлка | «Моревнутри»                 |
| Лев Лещенко, Катя Манешина                                                                                   | «Создан для тебя»            |
| Алсу | «Разлюбить не в силах»       |
| PARSHOOTA | «Ангел, севший мне на плечи» |
| Любовь Успенская                                                                                             | «Ещё люблю»                  |
| Александр Маршал и Наташа Королёва                                                                           | «Порочен я тобой»            |
| Григорий Лепс                                                                                                | «Я поднимаю руки»            |
| Григорий Лепс и Алина Гросу                                                                                  | «Рюмка водки»                |
| Сергей Лазарев                                                                                               | «7 цифр»                     |
| Лариса Долина                                                                                                | «Не на века»                 |
| Emin | «Забыть теперь»              |
| Нюша | «Цунами»                     |
| Сергей Трофимов                                                                                              | «Город Сочи»                 |
| «А’Студио» и Сосо Павлиашвили                                                                                | «Без тебя»                   |
| Николай Басков и Софи                                                                                        | «Ты моё счастье»             |
| Ирина Аллегрова                                                                                              | «Жить и любить»              |
| Игорь Крутой, Ани Лорак, Николай Басков, Анжелика Варум, Леонид Агутин, Сергей Лазарев, Алсу, Игорь Николаев | «Уходит праздник»            |

## Итоги
11 октября, в заключительный, 10-й, день фестиваля, были подведены итоги конкурса.
- 1-е место: Дамир Кеджо (Хорватия)
- 2-е место: Ademi (Казахстан), Миллейн Фернандес (Индонезия)
- 3-е место: группа «The Pringlez» (Украина)
- Приз зрительских симпатий: Ademi (Казахстан)
- Специальный приз от банка «Югра»: Камила Iz Май Lova (Россия)